# جريمة قتل ماركوس فيزل
قُتل الطفل ماركوس فيزل البالغ من العمر ثلاث سنوات وهو طفل أمريكي الأصل في مقاطعة كليرمونت، أوهايو، في شهر أغسطس لعام 2006. مُنع فيزل عن رعاية والدته من قبل جمعيات حماية الأطفال، التي بدورها وضعته في الحضانة، حيث احتضنته عائلة ديفيد وليز كارول في بلدة الاتحاد، المكان الذي توفي فيه؛ بسبب ارتفاع الحرارة بعد أن قُيد وأُهمل في خزانة لمدة يومين. أُدينت ليز كارول بقتله في الواحد والعشرين من فبراير لعام 2007 بقتله. أعلن محامي ديفيد كارول في الرابع والعشرين من فبراير لعام 2007، بالتوصل إلى اتفاق ادعاء.

## خلفية
وُلد ماركوس فيزل في الرابع والعشرين من يونيو عام 2003  ، وأمضى السنوات الثلاث الأولى من عمره مع والدته دونا تريفينو، وشقيقيه مايكل وبيشز، في ميدل تاون، أوهايو. وصفه جاره بأنه فتى صغير رائع، محب للأزهار، وموسيقى البوب، والعمارة، والفقاعات. وفقاً للأصدقاء، كان فيزل مصابًا بالتوحد، وارتاد مدرسة للاحتياجات الخاصة للأطفال. كان فيزل طفلاً نشطاً جداً، وقد وجدت والدته أن من الصعوبة التعامل معه، وقالت الجارة أنها أحياناً كانت ترى تريفينو تتنهد وتبكي. أُجريت مكالمات متكررة للشرطة على المنزل لأن تريفينو كانت ضحية للعنف من قبل صديقها، ولاحظ ضباط الشرطة خلال هذه الزيارات أن المنزل مغطى بالبراز والبراغيث. رأى ضباط الشرطة وجود كدمات شديدة على أرداف فيزل في التاسع والعشرين من سبتمبر عام 2006، وكذلك اعتقلت العائلة من قبل منتسبي رعاية الأطفال الذين استقبلوا شكاوى التعاطي. في يناير 2006، زحف فيزل خلال نافذته ووقع من على السطح، ما أدى إلى جرح ذقنه متطلباً خياطته. وجد فيزل في أبريل 2006، يتجول في الشوارع وكاد أن يصدم بسيارة. أخبرت تريفينو الشرطة أنها لا تعلم ما إذا كانت تستطيع الاعتناء بأطفالها بعد الآن.

## إختفائه
بلغت ليز كارول أن فيزل قد فُقد في الخامس عشر من أغسطس، 2006. قالت إنها قد اختل توازنها بسبب ضغط الدم المنخفض في متنزه جيلف في المنطقة المجاورة، حيث كانت مع أربعة أطفال: طفلها هي وديفيد، وطفل آخر متبنى، وطفل كانت جليسته، وفيزل. قالت كارول إنها عندما استعادت وعيها، كان فيزل مفقوداً.
بحث في المنطقة مئات الناس، وكلاب البحث، عن فيزل. بحث آلاف آخرون حول الأحياء بالاعتماد على البحث الرسمي.
في الثاني والعشرين من أغسطس 2006، عقدت ليز كارول مؤتمراً صحفياً، سألت فيه أيًا كان الذي أخذ فيزل أن يعيده. قالت: أحتاج المساعدة من العامة لمساعدة ابني، ماركوس هو ابني. أعلم أن الناس يظنون أن التبني هو أمر مؤقت، لكن أرجوكم أعيدوه للمشفى. الاستيقاظ كل صباح بدونه أمر عسير جداً بالنسبة إلي. أنا أقرب إليه من والدته الحقيقية. بسبب عدم إبلاغ أي شواهد برؤية فيزل بالمتنزه مع ليز كارول في الخامس عشر من أغسطس، ولعدم وجود أثر له، اشتبه الشرطة والعامة بأن ليز وديفيد كارول هم المجرمين.

## اكتشاف موت فيزل
اكتُشفت بقايا فيزل المحترقة في عقار مساحته (360000) م، يملكه مايك كاليس في مقاطعة براون، أوهايو. قالت الشرطة إن ليز وديفيد كارول تركوا فيزل مقفلاً عليه في خزانة، مربوطاً ببطانية وشريط لاصق، بينما حضرا لقاءً عائلياً في ويليامز تاون، كينتكي، في أغسطس 4-6, 2006. أكدت ليز كارول ذلك في شهادة أمام هيئة المحلفين الكبرى في الثامن والعشرين من أغسطس، 2006، حيث زعمت أنها لم يكن لها نية بإيذائه. تُرك فيزل بلا طعام وماء، لكن السلطات اعتقدت أنه قُتل بسبب الحرارة، ليس بسبب الجوع أو العطش، حيث يعتقد أن الحرارة في الخزانة وصلت (41–43 °C). لقد وجدوه ميتاً عندما عادوا إلى المنزل. اعتقدت السلطات أن ديفيد كارول وإيمي بيكر هم من أحرقوا جثة فيزل. مُنحت إيمي بيكر الحصانة مقابل الإدلاء بشهادتها، ولكنها واجهت تسليمها من أوهايو إلى كينتكي بتهمة التلاعب بالأدلة التي رفعتها مقاطعة ماسون عليها. اعترفت إيمي بيكر بمساعدتها بالتخلص من الجثة في نهر أوهايو، ولكن أُسقطت التهم الموجهة إليها.